# Danh sách phối ngẫu nước Bồ Đào Nha
Trong suốt lịch sử tồn tại của Vương quốc Bồ Đào Nha, chỉ có hai nữ vương thực sự trị vì vương quốc: Maria I và Maria II của Bồ Đào Nha. Những người phụ nữ khác chỉ là Vương hậu của Bồ Đào Nha bằng việc cưới vua của vương quốc, tuy vậy danh xưng của họ vẫn là là "Nữ vương Bồ Đào Nha". Trong nhiều trường hợp, một số vương hậu của vua Bồ Đào Nha có thể đóng vai trò là nhiếp chính cho con của mình cho đến khi đủ tuổi để có thể trị vì đất nước.
Ngoài ra, trong lịch sử Bồ Đào Nha còn xuất hiện hai vị vương tế là Auguste de Leuchtenberg và Ferdinand xứ Sachsen-Coburg và Gotha, cả hai đều là chồng nữ vương Maria II. Nếu hai vị này nói riêng và những nam hôn phối hoàng gia khác của Bồ Đào Nha nói chung, nếu họ có thể có con, những vương tế này có thể trở thành Vua của Bồ Đào Nha trên danh nghĩa. Tuy nhiên chỉ có vương phu Ferdinand là có con trong hôn nhân và sau khi vợ mình lên kế vị. Pedro III, chồng của nữ hoàng Maria I, đã trở thành Vua de jure uxoris của Bồ Đào Nha sau khi vợ ông lên đăng quang khi hai người này có sẵn một người con trai là José, Vương tử của Bồ Đào Nha trước thời điểm Maria I lên ngôi nữ vương.

## Nhà Bourgogne
| Tên                          | Chân dung   | Sinh                                                                | Kết hôn                                                                      | Trở thành vương hậu/tế                                  | Kết thúc vai trò vương hậu/tế                      | Mất                                                                            | Vợ/chồng   |
| ---------------------------- | ----------- | ------------------------------------------------------------------- | ---------------------------------------------------------------------------- | ------------------------------------------------------- | -------------------------------------------------- | ------------------------------------------------------------------------------ | ---------- |
| Mafalda xứ Savoia            | không khung | k. 1125 Bá quốc Savoia                                              | Khoảng giữa tháng 1 và tháng 5 năm 1146                                      | Khoảng giữa tháng 1 và tháng 5 năm 1146                 | 4 tháng 11 năm 1157 Coimbra, Vương quốc Bồ Đào Nha | 4 tháng 11 năm 1157 Coimbra, Vương quốc Bồ Đào Nha                             | Afonso I   |
| Dulcía của Aragón            | không khung | 1160 Barcelona, Vương quốc Aragón                                   | 1174/1175                                                                    | 6 tháng 12 năm 1185 Chồng lên kế vị                     | 1 tháng 9 năm 1198 Coimbra, Vương quốc Bồ Đào Nha  | 1 tháng 9 năm 1198 Coimbra, Vương quốc Bồ Đào Nha                              | Sancho I   |
| Urraca của Castilla          | không khung | 1186/28 tháng 5 năm 1187                                            | 1206                                                                         | 26 tháng 3 năm 1212 Chồng lên kế vị                     | 3 tháng 11 năm 1220 Coimbra, Vương quốc Bồ Đào Nha | 3 tháng 11 năm 1220 Coimbra, Vương quốc Bồ Đào Nha                             | Afonso II  |
| Mencía López xứ Haro         | không khung | 1215 Biscay                                                         | 1246                                                                         | 1246                                                    | 4 tháng 1 năm 1248 Chồng mất                       | 1270 Palencia (?)                                                              | Sancho II  |
| Mathilde II xứ Bourgogne     | không khung | 1202                                                                | 1238                                                                         | 4 tháng 1 năm 1248 Chồng lên kế vị                      | 1253 Từ hôn                                        | Tháng 1 năm 1259 Vương quốc Bồ Đào Nha                                         | Afonso III |
| Beatriz của Castilla         | không khung | 1242/1244 Zaragoza, Vương quốc Aragon                               | 1253                                                                         | 1253                                                    | 16 tháng 2 năm 1279 Chồng mất                      | 27 tháng 10 năm 1303 Vương quốc Castilla                                       | Afonso III |
| Isabel của Aragón và Sicilia | không khung | 4 tháng 1 năm 1271 Cung điện Aljafería, Zaragoza, Vương quốc Aragon | 2 tháng 2/14 tháng 6 năm 1282                                                | 2 tháng 2/14 tháng 6 năm 1282                           | 7 tháng 1 năm 1325 Chồng mất                       | 4 tháng 7 năm 1336 Lâu đài Estremoz, Estremoz, Alentejo, Vương quốc Bồ Đào Nha | Dinis      |
| Beatriz của Castilla         | không khung | 8 tháng 3 năm 1293 Toro, Vương quốc Castilla                        | 12 tháng 9 năm 1309 Lisboa, Vương quốc Bồ Đào Nha                            | 7 tháng 1 năm 1325 Chồng lên kế vị                      | 28 tháng 5 năm 1357 Chồng mất                      | 25 tháng 10 năm 1359 Lisboa, Vương quốc Bồ Đào Nha                             | Afonso IV  |
| Inês de Castro               | không khung | 1325 Vương quốc Galicia                                             | 1346 (Bí mật) 1 tháng 1 năm 1354 (Công khai) Bragança, Vương quốc Bồ Đào Nha | -                                                       | -                                                  | 7 tháng 1 năm 1355 Coimbra, Vương quốc Bồ Đào Nha                              | Pedro I    |
| Leonor Teles                 | không khung | k. 1350 Trás-os-Montes, Vương quốc Bồ Đào Nha/ Vương quốc Castilla  | 5 tháng 5 năm 1372 Leça do Balio, Vương quốc Bồ Đào Nha                      | 5 tháng 5 năm 1372 Leça do Balio, Vương quốc Bồ Đào Nha | 22 tháng 10 năm 1383 Chồng mất                     | k. 1405 Valladolid, Vương quốc Castilla                                        | Fernando I |

## Nhà Avis
| Tên                    | Chân dung   | Sinh                                                                              | Kết hôn                                                                   | Trở thành vương hậu/tế                           | Kết thúc vai trò vương hậu/tế                      | Mất                                                                  | Vợ/chồng |
| ---------------------- | ----------- | --------------------------------------------------------------------------------- | ------------------------------------------------------------------------- | ------------------------------------------------ | -------------------------------------------------- | -------------------------------------------------------------------- | -------- |
| Philippa của Lancaster | không khung | 31 tháng 3 năm 1360 Lâu đài Leicester, Leicester, Vương quốc Anh                  | 14 tháng 2 năm 1387 Porto, Vương quốc Bồ Đào Nha                          | 14 tháng 2 năm 1387 Porto, Vương quốc Bồ Đào Nha | 19 tháng 7 năm 1415 Sacavém, Vương quốc Bồ Đào Nha | 19 tháng 7 năm 1415 Sacavém, Vương quốc Bồ Đào Nha                   | João I   |
| Alionor của Aragón     | không khung | 2 tháng 5 năm 1402 Medina del Campo                                               | 22 tháng 9 năm 1428 Tu viện Santa Clara de Coimbra, Vương quốc Bồ Đào Nha | 14 tháng 8 năm 1433 Chồng lên kế vị              | 9 tháng 9 năm 1438 Chồng mất                       | 19 tháng 2 năm 1445 Toledo                                           | Duarte   |
| Isabel xứ Coimbra      | không khung | 1432 Vương quốc Bồ Đào Nha                                                        | 6 tháng 5 năm 1447/1448                                                   | 6 tháng 5 năm 1447/1448                          | 2 tháng 12 năm 1455 Évora                          | 2 tháng 12 năm 1455 Évora                                            | Afonso V |
| Juana của Castilla     | không khung | 21 tháng 2 năm 1462 Dinh thự Vương gia Madrid, Madrid, Vương quốc Castilla        | 10 tháng 5 năm 1475 Plasencia                                             | 30 tháng 5 năm 1475                              | 11 tháng 11 năm 1477 Chồng thoái vị                | 12 tháng 4 năm 1530 Lisboa, Vương quốc Bồ Đào Nha                    | Afonso V |
| Leonor xứ Viseu        | không khung | 2 tháng 5 năm 1458 Beja, Vương quốc Bồ Đào Nha                                    | 22 tháng 1 năm 1470                                                       | 11 tháng 11 năm 1477 Chồng kế vị                 | 15 tháng 11 năm 1477 Chồng thoái vị                | 17 tháng 11 năm 1525 Lâu đài Xabregas, Lisboa                        | João II  |
| Juana của Trastámara   | không khung | 21 tháng 2 năm 1462 Dinh thự Vương gia Madrid, Madrid, Vương quốc Castilla        | 10 tháng 5 năm 1475 Plasencia                                             | 15 tháng 11 năm 1477 Chồng được phục vị          | 28 tháng 8 năm 1481 Từ hôn                         | 12 tháng 4 năm 1530 Lisboa, Vương quốc Bồ Đào Nha                    | Afonso V |
| Leonor xứ Viseu        | không khung | 2 tháng 5 năm 1458 Beja, Vương quốc Bồ Đào Nha                                    | 22 tháng 1 năm 1470                                                       | 28 tháng 8 năm 1481 Chồng lên kế vị              | 25 tháng 10 năm 1495 Chồng mất                     | 17 tháng 11 năm 1525 Lâu đài Xabregas, Lisboa                        | João II  |
| Isabel của Castilla    | không khung | 2 tháng 10 năm 1470 Dueñas, Vương quốc Castilla                                   | 30 tháng 9 năm 1497                                                       | 30 tháng 9 năm 1497                              | 23 tháng 8 năm 1498 Zaragoza, Vương quốc Aragón    | 23 tháng 8 năm 1498 Zaragoza, Vương quốc Aragón                      | Manuel I |
| María của Castilla     | không khung | 29 tháng 6 năm 1482 Alcázar của các vị vua Công giáo,Córdoba, Vương quốc Castilla | 30 tháng 10 năm 1500 Alcácer do Sal                                       | 30 tháng 10 năm 1500 Alcácer do Sal              | 7 tháng 3 năm 1517 Lisboa, Vương quốc Bồ Đào Nha   | 7 tháng 3 năm 1517 Lisboa, Vương quốc Bồ Đào Nha                     | Manuel I |
| Leonor của Castilla    | không khung | 15 tháng 11 năm 1498 Leuven                                                       | 16 tháng 7 năm 1518                                                       | 16 tháng 7 năm 1518                              | 13 tháng 12 năm 1521 Chồng mất                     | 25 tháng 2 năm 1558 Talavera la Real, Vương quốc Tây Ban Nha         | Manuel I |
| Catalina của Castilla  | không khung | 14 tháng 1 năm 1507 Torquemada, Vương quyền Castilla                              | 10 tháng 2 năm 1525 Crato                                                 | 10 tháng 2 năm 1525 Crato                        | 11 tháng 6 năm 1557 Chồng mất                      | 12 tháng 2 năm 1578 Cung điện Ribeira, Lisboa, Vương quốc Bồ Đào Nha | João III |

## Nhà Habsburgo
| Tên                | Chân dung   | Sinh                                                    | Kết hôn                           | Trở thành vương hậu/tế          | Kết thúc vai trò vương hậu/tế                               | Mất                                                                 | Vợ/chồng   |
| ------------------ | ----------- | ------------------------------------------------------- | --------------------------------- | ------------------------------- | ----------------------------------------------------------- | ------------------------------------------------------------------- | ---------- |
| Anna của Áo        | không khung | 2 tháng 11 năm 1549 Cigares, Valladolid, Tây Ban Nha    | 4 tháng 5 năm 1570 Lâu đài Praha  | 12 tháng 9 năm 1580 Chồng kế vị | 26 tháng 10 năm 1580 Badajoz, Tây Ban Nha                   | 26 tháng 10 năm 1580 Badajoz, Tây Ban Nha                           | Filipe I   |
| Margarete của Áo   | không khung | 25 tháng 12 năm 1584 Graz, Áo, Đế quốc La Mã Thần thánh | 18 tháng 4 năm 1599 Ferrara       | 18 tháng 4 năm 1599 Ferrara     | 3 tháng 10 năm 1611 San Lorenzo de El Escorial, Tây Ban Nha | 3 tháng 10 năm 1611 San Lorenzo de El Escorial, Tây Ban Nha         | Filipe II  |
| Élisabeth của Pháp | không khung | 22 tháng 12 năm 1602 Cung điện Fontainebleau, Pháp      | 25 tháng 11 năm 1615 Đảo Pheasant | 31 tháng 3 năm 1620 Chồng kế vị | 1 tháng 12 năm 1640 Chồng mất ngôi                          | 6 tháng 10 năm 1644 Dinh thự Vương thất Madrid, Madrid, Tây Ban Nha | Filipe III |

## Nhà Braganza
| Tên                                                            | Chân dung   | Sinh                                                                     | Kết hôn                                                                | Trở thành vương hậu/tế                      | Kết thúc vai trò vương hậu/tế                                                | Mất                                                                          | Vợ/chồng  |
| -------------------------------------------------------------- | ----------- | ------------------------------------------------------------------------ | ---------------------------------------------------------------------- | ------------------------------------------- | ---------------------------------------------------------------------------- | ---------------------------------------------------------------------------- | --------- |
| Luisa Francisca de Guzmán                                      | không khung | 13 tháng 10 năm 1613 Sanlúcar, Tây Ban Nha                               | 12 tháng 11 năm 1633 Elvas, Liên minh Iberia                           | 1 tháng 12 năm 1640 Chồng tuyên bố ngôi vua | 6 tháng 11 năm 1656 Chồng mất                                                | 27 tháng 2 năm 1666 Lisboa, Bồ Đào Nha                                       | João IV   |
| Marie Françoise xứ Savoia                                      | không khung | 21 tháng 6 năm 1646 Hôtel de Nemours, Paris, Pháp                        | 2 tháng 8 năm 1666 Alcântara, Bồ Đào Nha                               | 2 tháng 8 năm 1666 Alcântara, Bồ Đào Nha    | 24 tháng 3 năm 1668 Ly hôn                                                   | 27 tháng 12 năm 1683 Palhavã, Lisboa, Bồ Đào Nha                             | Afonso VI |
| Marie Françoise xứ Savoia                                      | không khung | 21 tháng 6 năm 1646 Hôtel de Nemours, Paris, Pháp                        | 2 tháng 4 năm 1668 Bồ Đào Nha                                          | 12 tháng 9 năm 1683 Chồng kế vị             | 27 tháng 12 năm 1683 Palhavã, Lisboa, Bồ Đào Nha                             | 27 tháng 12 năm 1683 Palhavã, Lisboa, Bồ Đào Nha                             | Pedro II  |
| Marie Sophie xứ Neuburg                                        | không khung | 6 tháng 8 năm 1666 Dinh thự Benrath, Düsseldorf                          | 30 tháng 8 năm 1687 Lisboa, Bồ Đào Nha                                 | 30 tháng 8 năm 1687 Lisboa, Bồ Đào Nha      | 4 tháng 8 năm 1699 Cung điện Ribeira, Lisboa, Bồ Đào Nha                     | 4 tháng 8 năm 1699 Cung điện Ribeira, Lisboa, Bồ Đào Nha                     | Pedro II  |
| Maria Anna của Áo                                              | không khung | 7 tháng 9 năm 1683 Linz, Áo, Đế quốc La Mã Thần thánh                    | 27 tháng 10 năm 1708 Lisboa, Bồ Đào Nha                                | 27 tháng 10 năm 1708 Lisboa, Bồ Đào Nha     | 31 tháng 7 năm 1750 Chồng mất                                                | 14 tháng 8 năm 1754 Cung điện Belém, Lisboa, Bồ Đào Nha                      | João V    |
| Mariana Victoria của Tây Ban Nha                               | không khung | 31 tháng 3 năm 1718 Dinh thự Hoàng gia Madrid, Madrid, Tây Ban Nha       | 19 tháng 1 năm 1729 Elvas (Tây Ban Nha) và Badajoz (Bồ Đào Nha)        | 31 tháng 7 năm 1750 Chồng kế vị             | 24 tháng 2 năm 1777 Chồng mất                                                | 15 tháng 1 năm 1781 Dinh thự Ajuda, Bồ Đào Nha                               | José I    |
| Pedro III của Bồ Đào Nha                                       | không khung | 5 tháng 7 năm 1717 Lisboa, Bồ Đào Nha                                    | 6 tháng 6 năm 1760 Real Barraca của Ajuda                              | 24 tháng 2 năm 1777 Vợ kế vị                | 25 tháng 5 năm 1786 Queluz, Bồ Đào Nha                                       | 25 tháng 5 năm 1786 Queluz, Bồ Đào Nha                                       | Maria I   |
| Carlota Joaquina của Tây Ban Nha                               | không khung | 25 tháng 4 năm 1775 Cung điện Vương thất Aranjuez, Aranjuez, Tây Ban Nha | 9 tháng 6 năm 1785 Lisbon, Bồ Đào Nha                                  | 20 tháng 3 năm 1886 Chồng kế vị             | 10 tháng 3 năm 1826 Chồng mất                                                | 7 tháng 1 năm 1830 Dinh thự Queluz, Sintra, Bồ Đào Nha                       | João VI   |
| Maria Leopoldine của Áo                                        | không khung | 22 tháng 1 năm 1797 Viên, Áo, Đế quốc La Mã Thần Thánh                   | 6 tháng 11 năm 1817 Nhà thờ Rio de Janeiro, Rio de Janeiro, Bồ Đào Nha | 2 tháng 5 năm 1826 Chồng thoái vị           | 11 tháng 12 năm 1826 Cung điện São Cristóvão, Rio de Janeiro, Đế quốc Brasil | 11 tháng 12 năm 1826 Cung điện São Cristóvão, Rio de Janeiro, Đế quốc Brasil | Pedro IV  |
| Auguste xứ Leuchtenberg                                        | không khung | 9 tháng 12 năm 1810 Milano, Lombrady, Vương quốc Ý                       | 26 tháng 1 năm 1835 Lisboa, Bồ Đào Nha                                 | 26 tháng 1 năm 1835 Lisboa, Bồ Đào Nha      | 28 tháng 3 năm 1835 Lisboa, Bồ Đào Nha                                       | 28 tháng 3 năm 1835 Lisboa, Bồ Đào Nha                                       | Maria II  |
| Fernando II của Bồ Đào Nha                                     | không khung | 29 tháng 10 năm 1816 Điện Coburg, Viên, Đế quốc Áo                       | 9 tháng 4 năm 1836 Lisboa, Bồ Đào Nha                                  | 9 tháng 4 năm 1836 Lisboa, Bồ Đào Nha       | 16 tháng 9 năm 1837 Vợ mất                                                   | 15 tháng 12 năm 1885 Lisboa, Bồ Đào Nha                                      | Maria II  |
| Adelheid xứ Löwenstein-Wertheim-Rosenberg Vương hậu phe Miguel | không khung | 3 tháng 4 năm 1831 Kleinheubach, Vương quốc Bayern                       | 24 tháng 9 năm 1851 Lâu đài Bronnbach, Bronnbach, Đại Công quốc Baden  | -                                           | -                                                                            | 16 tháng 12 năm 1909 Ryde, Đảo Wight, Anh                                    | Miguel I  |

## Nhà Sachsen-Coburg và Gotha
| Tên                       | Chân dung   | Sinh                                                                    | Kết hôn                                            | Trở thành vương hậu/tế                             | Kết thúc vai trò vương hậu/tế                                 | Mất                                                            | Vợ/Chồng |
| ------------------------- | ----------- | ----------------------------------------------------------------------- | -------------------------------------------------- | -------------------------------------------------- | ------------------------------------------------------------- | -------------------------------------------------------------- | -------- |
| Stephanie xứ Hohenzollern | không khung | 15 tháng 7 năm 1837 Krauchenwies, Sigmaringen, Hohenzollern-Sigmaringen | 18 tháng 5 năm 1838 Nhà thờ Thánh Đa Minh ở Lisboa | 18 tháng 5 năm 1838 Nhà thờ Thánh Đa Minh ở Lisboa | 17 tháng 7 năm 1859 Dinh thự Necessidades, Lisboa, Bồ Đào Nha | 17 tháng 7 năm 1859 Dinh thự Necessidades, Lisboa, Bồ Đào Nha  | Pedro V  |
| Maria Pia của Ý           | không khung | 16 tháng 10 năm 1847 Cung điện Hoàng gia Torino, Torino, Sardegna       | 6 tháng 10 năm 1682 Nhà thờ São Domingos, Lisboa   | 6 tháng 10 năm 1682 Nhà thờ São Domingos, Lisboa   | 19 tháng 10 năm 1899 Chồng mất                                | 5 tháng 7 năm 1911 Dinh thự nghỉ dưỡng Stupinigi, Nichelino, Ý | Luís I   |
| Amélie của Orléans        | không khung | 28 tháng 9 năm 1865 Twickenham, Luân Đôn, Anh                           | 22 tháng 5 năm 1886                                | 18 tháng 10 năm 1889 Chồng kế vị                   | 1 tháng 2 năm 1908 Chồng mất                                  | 25 tháng 10 năm 1951 Le Chesnay, Seine-et-Oise, Pháp           | Carlos I |